# Christin Ulrich
Christin Ulrich (* 19. September 1990 in Schmalkalden) ist eine ehemalige deutsche Gewichtheberin, die in der 58- oder 63-kg-Gewichtsklasse startete.

## Leben
Christin Ulrich wohnte in Leimen und trainierte dort am Bundesleistungszentrum bei Thomas Faselt. Sie erlernte im Alter von 12 Jahren das Gewichtheben in Breitungen (Thüringen). 2004 wechselte sie auf die Jan-Amos-Comenius-Sportmittelschule in Chemnitz und absolvierte diese erfolgreich. Bereits 2007 wurde sie in Pavia/Italien dreifache Jugend-Europameisterin. Im Oktober 2007 trat sie der Bundeswehr als Sportsoldatin bei. Seit dem Jahr 2009 startete Ulrich für den ASV Ladenburg. Sie ist mehrfache deutsche Meisterin in verschiedenen Gewichts- und Altersklassen. International erreichte sie im Erwachsenenbereich bei den Europameisterschaften 2012 Platz fünf. Mit einer Zweikampfleistung von 199 Kilogramm qualifizierte sich Ulrich für die Olympischen Spiele in London. Hier landete sie mit neuen deutschen Rekorden auf Rang dreizehn. Im Februar 2013 zog sie sich vom Leistungssport zurück.
Zu ihren international bedeutsamen Leistungen zählen:
- Europameisterschaften 2007 (Senioren): 10. Platz der 58-kg-Klasse in der Gesamtwertung mit 186 kg (83 kg + 103 kg)
- Europameisterschaften 2007 (Jugend): drei 1. Plätze der 63-kg-Klasse mit 191 kg (85 kg + 106 kg)
- Europameisterschaften 2008 (Senioren): 14. Platz der 63-kg-Klasse mit 181 kg (81 kg + 100 kg)
- Europameisterschaften 2008 (Junioren): 5. Platz der 63-kg-Klasse mit 194 kg (85 kg + 109 kg), 2. Platz im Stoßen der 63-kg-Klasse mit 109 kg
- Weltmeisterschaften 2011: 15. Platz der 58-kg-Klasse mit 199 kg (88 kg + 111 kg)
- Europameisterschaften 2012: 5. Platz der 58-kg-Klasse mit 203 kg (90 kg + 113 kg), 4. Platz im Stoßen der 58-kg-Klasse mit 113 kg
- Olympische Sommerspiele 2012: 13. Platz der 58-kg-Klasse mit 207 kg (93 kg + 114 kg), zugleich neue deutsche Bestleistungen